# 波赫丹尼夫卡 (奧拉季夫市鎮)
49°7′36″N 29°34′20″E / 49.12667°N 29.57222°E
波赫丹尼夫卡（烏克蘭語：Богданівка），是烏克蘭的村落，位於該國西南部文尼察州，由文尼察區的奧拉季夫市鎮負責管轄，始建於1922年，面積0.13平方公里，海拔高度269米，2001年人口6，人口密度每平方公里46.51人。